# 레이 월스턴

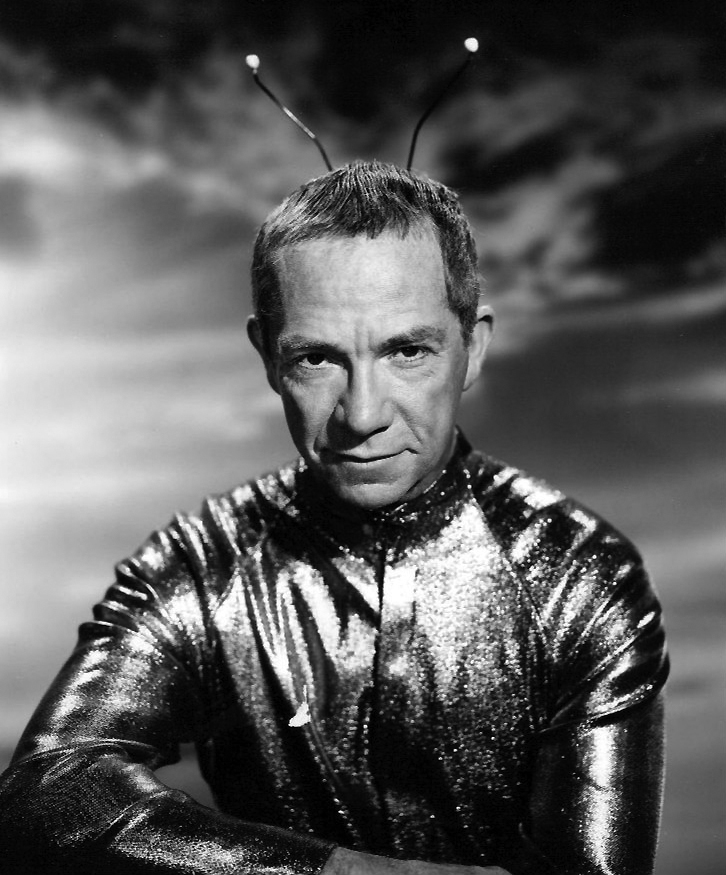

레이 월스턴(Herman Raymond Walston, 1914년 11월 2일 ~ 2001년 1월 1일)는 미국의 배우이다.
로럴에서 태어났으며 베벌리힐스에서 사망하였다. 사인은 전신 홍반성 루푸스이다.

## 영화
- 화성인 마틴 (1999년)
- 최종 판결 (1999년)
- 아담스 패밀리 3 (1998년)
- 제7의 천국 (1996년)
- 하우스 어레스트 (1996년)
- 미래의 묵시록 (1994년)
- 피켓 펜스 (1992년) - 판사 헨리 본 역
- 생쥐와 인간 (1992년)
- 플레이어 (1992년)
- 스위트 라이프 (1991년)
- 팝콘 (1991년)
- 필사의 탈출 (1990년)
- 스키 아카데미 (1990년)
- 빼앗긴 이름 (1989년)
- 러브 보트 (1989, Class Cruise)
- 크래쉬 코스 (1988년)
- 비밀의 성 (1988년)
- 레드 (1986년)
- 마지막 홈런 (1985년)
- 사랑 게임 (1984, For Love or Money)
- 바보 네이빈 2 (1984년)
- 갱 파티 (1984년)
- 프라이빗 스쿨 (1983년)
- 오하라의 아내 (1982년)
- 리치몬드 연애 소동 (1982년)
- 공포의 혹성 (1981년)
- 뽀빠이 (1980년) - 푸프덱 패디 역
- 더 폴 오브 더 하우스 오브 어셔 (1979년)
- 해피 후커 2 - 워싱턴 가다 (1977년)
- 실버 스트릭 (1976년) - 미스터 에드가 위니 역
- 스팅 (1973년) - 싱글턴 역
- 페인트 유어 웨건 (1969년)
- 카프라이스 (1967년)
- 키스 미 스투피드 (1964년)
- 검은 초상 (1960년) - 코브 역
- 아파트 열쇠를 빌려드립니다 (1960년)
- 세이 온 포 미 (1959년)
- 댐 양키즈 (1958년)
- 남태평양 (1958년) - 루더 빌리스 역
- 서스펜스 (1949년)

### 텔레비전
- 화성인 마틴 - TV 시리즈 (1963년)
- 달리는 사이먼 (1981년)